# Познаватель
«Познава́тель» — украинский YouTube-канал, создателем которого является блогер и экспериментатор Алексей Павлов (также известен как Павел Алексеев). Один из самых популярных каналов для детской аудитории в русскоязычном сегменте видеохостинга YouTube.

## История
В 2014 году был создан YouTube-канал с названием «Познаватель». Изначально на нём выходили обзоры товаров с доставкой из Китая, а потом тематика сменилась на эксперименты (практически все видео-эксперименты связаны с шоколадом).
С 2017 года лицом канала является маленький и красный желейный медведь по имени Валера (который умеет разговаривать и шутить). Иногда в кадре появляется другой, маленький и жёлтый желейный медведь по имени Желтобрюх, который немного отличается от Валеры тем, что разговаривает с белорусским акцентом, и всегда хочет объедаться конфетами.
В 2018 году канал атаковали мошенники, которые не только начали нагло воровать его авторский контент, но и начали закидывать его канал сотнями жалоб. В итоге YouTube, руководствуясь своими правилами, решил удалить несколько роликов с канала.

«Мне пришло пять неправомерных страйков с одного и того же адреса. Я обратился в поддержку YouTube, но помощи так и не дождался.»— Алексей Павлов
Весной 2019 года канал «Познаватель» преодолел планку в 10 миллионов подписчиков, и в честь этого был награждён бриллиантовой кнопкой YouTube.

## Тематика канала
Тематика канала «Познаватель» — познавательно-развлекательные видео, видеоблоги, эксперименты, DIY и пародии. Практически все видеоролики посвящены жизни вымышленного Желейного Медведя Валеры.